# Assencières
Assencières és un municipi francès situat al departament de l'Aube i a la regió del Gran Est. L'any 2007 tenia 170 habitants.

## Demografia

### Població
El 2007 la població de fet d'Assencières era de 170 persones. Hi havia 54 famílies de les quals 8 eren unipersonals (4 homes vivint sols i 4 dones vivint soles), 17 parelles sense fills i 29 parelles amb fills.
La població ha evolucionat segons el següent gràfic:
Habitants censats

### Habitatges
El 2007 hi havia 60 habitatges, 59 eren l'habitatge principal de la família i 1 estava desocupat. 59 eren cases i 1 era un apartament. Dels 59 habitatges principals, 46 estaven ocupats pels seus propietaris, 11 estaven llogats i ocupats pels llogaters i 2 estaven cedits a títol gratuït; 1 tenia una cambra, 3 en tenien tres, 17 en tenien quatre i 38 en tenien cinc o més. 54 habitatges disposaven pel capbaix d'una plaça de pàrquing. A 19 habitatges hi havia un automòbil i a 38 n'hi havia dos o més.

### Piràmide de població
La piràmide de població per edats i sexe el 2009 era:
| Homes | Edats   | Dones |
| ----- | ------- | ----- |
| 0     | 95 o +  | 0     |
| 0     | 90 a 94 | 0     |
| 0     | 85 a 89 | 0     |
| 0     | 80 a 84 | 0     |
| 0     | 75 a 79 | 0     |
| 8     | 70 a 74 | 4     |
| 4     | 65 a 69 | 0     |
| 0     | 60 a 64 | 4     |
| 0     | 55 a 59 | 0     |
| 4     | 50 a 54 | 8     |
| 12    | 45 a 49 | 4     |
| 4     | 40 a 44 | 4     |
| 12    | 35 a 39 | 0     |
| 4     | 30 a 34 | 8     |
| 0     | 25 a 29 | 0     |
| 0     | 20 a 24 | 4     |
| 0     | 15 a 19 | 4     |
| 4     | 10 a 14 | 4     |
| 4     | 5 a 9   | 4     |
| 0     | 0 a 4   | 4     |

## Economia
El 2007 la població en edat de treballar era de 113 persones, 85 eren actives i 28 eren inactives. De les 85 persones actives 79 estaven ocupades (43 homes i 36 dones) i 6 estaven aturades (6 dones i 6 dones). De les 28 persones inactives 6 estaven jubilades, 18 estaven estudiant i 4 estaven classificades com a «altres inactius».

### Ingressos
El 2009 a Assencières hi havia 62 unitats fiscals que integraven 186,5 persones, la mediana anual d'ingressos fiscals per persona era de 18.258 €.

### Activitats econòmiques
Dels 3 establiments que hi havia el 2007, 1 era d'una empresa alimentària, 1 d'una empresa de construcció i 1 d'una empresa de serveis.
L'únic servei als particulars que hi havia el 2009 era una fusteria.
L'any 2000 a Assencières hi havia 4 explotacions agrícoles que ocupaven un total de 684 hectàrees.

## Poblacions més properes
El següent diagrama mostra les poblacions més properes.